# Atzhof (Mudau)
Der Atzhof war ein ehemaliger Fronhof in Mudau und lag unterhalb der Pfarrkirche St. Pankratuis.

## Geschichte
In der Zeit der Regentschaft des Kurfürsten und Erzbischofs Werner von Eppstein kam der Zent Mudau mitsamt einem großen Landgut – dem Atzhof – 1271 in den Besitz von Mainz, welcher sich zuvor im alleinigen Besitz des Klosters Amorbach befand. Das Kloster Amorbach verpachtete den gut 140 Morgen (rund 50 ha) großen Hof in einzelnen Teilen und ließ ihn bewirtschaften. Die Pächter hatten jedoch Abgaben zu erbringen und die sogenannte Atzung zu leisten; d. h. wann immer der Abt oder seine Beamten auf dem Fronhof Einkehr hielten für freie Herberge und für Speis und Trank zu sorgen. Gemäß diesem Atzrecht wurde der Fronhof auch Atzhof genannt.
Im Jahr 1623 wurde ein größerer Teil des Atzhofes, 1624 dann der ganze Atzhof verkauft. Infolgedessen kam es über Jahrzehnte mit dem Kloster zum Streit über eine „vereinbarte“ Atz und deren Entrichtung oder Nichtentrichtung, so dass sie fortan in Naturalien entrichtet wurde. Mit der Auflösung des Klosters und dem Übergang zum Fürstentum Leiningen 1803 musste jedoch wieder ein bestimmter Betrag in Gulden bezahlt werden. Ab 1823 wollte man die vereinbarte Summe jedoch nicht mehr leisten, es kam zu langwierigen Klagen die erst im Jahr 1840 mit enormen Prozesskosten und Nachzahlungen ihren Abschluss fanden. Ab 1857 wurde das Leisten von Abgaben aufgehoben.

## Lage
Der Atzhof lag unterhalb der Pfarrkirche St. Pankratuis im Bereich der Wallstraße. 